# Miami (volk)
De Miami zijn een indiaans volk die oorspronkelijk de huidige Amerikaanse staten Indiana en Ohio bewoonden en de grootste inheemse bevolkingsgroep waren in dit gebied.
De benaming "Miami" is afgeleid van Myaamia (meervoud Myaamiaki), de naam die de Miami in hun eigen Algonkische taal Miami voor zichzelf gebruiken. Een andere veelgebruikte eigen benaming is Mihtohseeniaki ("het volk"). De Ojibweg (Chippewa) noemden ze Oumamik ("het volk dat op het schiereiland woont"). Door andere Indiaanse volken werden ze ook wel Twightwee of Twaatwaa genoemd, een onomatopee die refereert aan de roep van de Canadese kraanvogel.
Het aantal Miami in Indiana wordt op 5.500 geschat. De Miami Nation (stam) in Indiana heeft haar hoofdkwartier in Peru (Indiana). Ook is er een Miami Nation in Oklahoma, waar ongeveer 1500 Miami wonen. Deze Nation in Oklahoma is de enige met officiële status en heeft zelfs een eigen grondwet. Het Environmental Protection Agency van de Amerikaanse federale overheid gaf in april 2007 een subsidie van $100.000 aan de Miami Nation in Oklahoma om milieubeschermingsprogramma's in hun gebied te beheren en de volksgezondheid te verbeteren.

## Geschiedenis
Toen Franse missionarissen in de tweede helft van de 17e eeuw voor het eerst de Miami tegenkwamen, hadden ze onder druk van de Iroquois hun gebied in Indiana en Ohio verlaten en bewoonden ze het gebied rond het Michiganmeer. Op dat moment waren er zes Miami-stammen: de Atchakangouen, Kilatika, Mengkonkia, Pepikokia, Piankeshaw en Wea. Later in de 17e eeuw jaren keerden ze geleidelijk terug naar hun oorspronkelijke gebied in Indiana en Ohio.
Eind 17e eeuw, begin 18e eeuw vestigden de Fransen verschillende handelsposten en forten in het gebied van de Miami, waaronder in Kekionga, de hoofdplaats van de Miami, nu Fort Wayne (Indiana). De (handels)betrekkingen tussen de Fransen en Miami waren warm, maar de vriendschap bekoelde tijden de Franse en Indiaanse oorlogen. In 1780 werd Kekionga aangevallen en geplunderd door Franse troepen, maar de Fransen werden vernietigd door Miamikrijgers onder bevel van opperhoofd Michikinikwa (Engelse naam Little Turtle). Na de Britse overwinning in de vierde en laatste Franse en Indiaanse oorlog (1754-1763) verdwenen de Fransen uit het gebied van de Miami en waren de Britten steeds nadrukkelijker aanwezig. Veranderende bondgenootschappen en druk van blanke kolonisten leidde tot een aantal fusies tussen Miamistammen, totdat eind 18e eeuw maar drie stammen overbleven: de Miami, Plankeshaw en Wea.

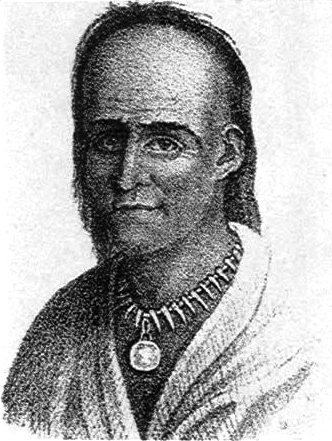
Opperhoofd Michikinikwa

Tijdens de Amerikaanse Onafhankelijkheidsoorlog vochten de Miami aan Britse kant, tegen de Amerikaanse revolutionairen. De oorlog eindigde met de Vrede van Parijs (1783) waarbij de nieuwe Verenigde Staten het gebied van de Miami in handen kregen. Met de vestiging van het Northwest Territory (huidig Indiana, Ohio, Illinois, Michigan, Wisconsin en Minnesota) in 1787 begonnen de Amerikanen het gebied te koloniseren. Dit leidde tot gewapende tegenstand van de indianen, die de rivier de Ohio als grens tussen Indiaans en Amerikaans gebied wilden behouden. Een oorlog tussen de Amerikanen en indianen volgde in 1785, met Miamiopperhoofd Michikinikwa als een van de belangrijkste leiders aan Indiaanse kant; deze oorlog staat ook wel bekend als Little Turtle's War. Michikinikwa behaalde een aantal overwinningen tegen de Amerikanen, waaronder Harmar's Defeat in 1790 en St. Clair's Defeat in 1791. Maar de oorlog eindigde uiteindelijk in een nederlaag voor de indianen, die in 1795 Ohio en een deel van Indiana moesten opgeven.
Ohio werd gevestigd als nieuwe Amerikaanse staat in 1803, gevolgd door Indiana in 1816. In 1818 moesten de Miami hun laatste reservaat in Ohio opgeven. Eind jaren 1820 werden de Miami gedwongen te verhuizen naar Kansas en van daaruit naar Oklahoma. In Indiana verdween het laatste reservaat in 1872 en gingen de Miami op in de plaatselijke bevolking.

## Vernoemd naar de Miami
- De Great Miami River
- De Little Miami River
- De rivier de Maumee
- Maumee (Ohio)
- Miami County (Indiana)
- Miami County (Kansas)
- Miami County (Ohio)
- Miami University in Oxford (Ohio)

De stad Miami is niet vernoemd naar dit volk maar naar een stam in Florida, de Mayaimi.